# حسين الدر
حسين الدر (من مواليد 18 يناير 1994) هو لاعب كرة قدم إيفواري يحمل الجنسية اللبنانية محترف يلعب كمدافع لنادي بيراك الماليزي.

## مسيرته

### العهد
خاض الدر تجربة فاشلة مع النادي الإندونيسي باريتو بوتيرا في عام 2013.

### شباب الساحل
اختبار الدور لنادي بنفيكا البرتغالي في عام 2016.

### نيو راديانت
ذهب الدر إلى جزر المالديف ولعب لصالح New Radiant في عام 2017 من خلال مدربه في البرتغال،  اختار الدر المسار الدائر لمهنته في كرة القدم من أجل اكتساب خبرة في دوري بدني وسريع الخطى وسط عروض من الأنصار والنجمة. وفاز في الدوري الممتاز 2017 Dhivehi مع تشكيلة الفريق.

### تشرشل براذرز
انضم الدر إلى تشرشل براذرز في الدوري الهندي للمحترفين ولعب مع النادي في الدوري المحلي.

### بيراك

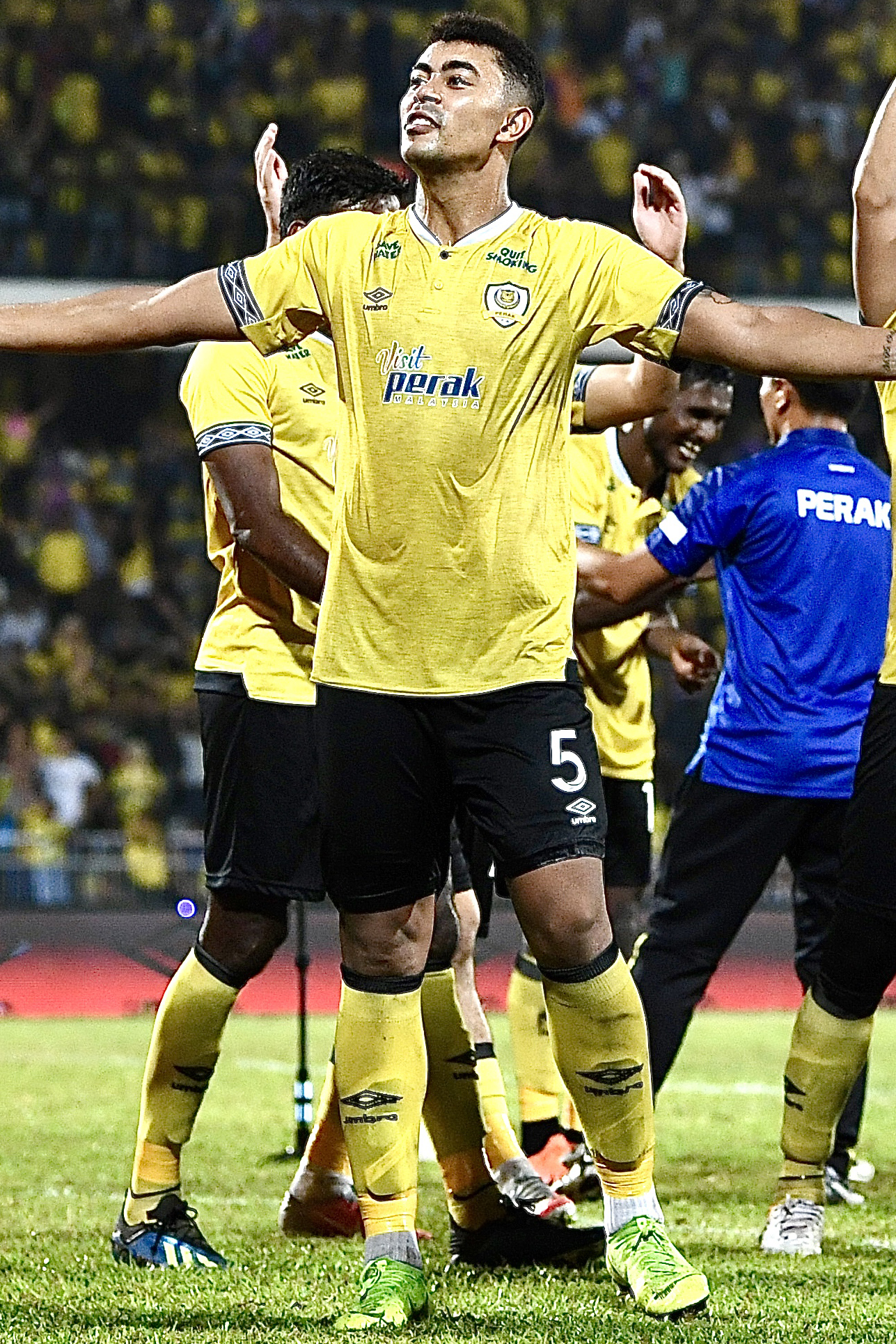
حسين الدر مع نادي بيراك الماليزي في 2019.

في 17 مايو 2019، انضم إلى فريق بيراك الماليزي.

## الإنجازات

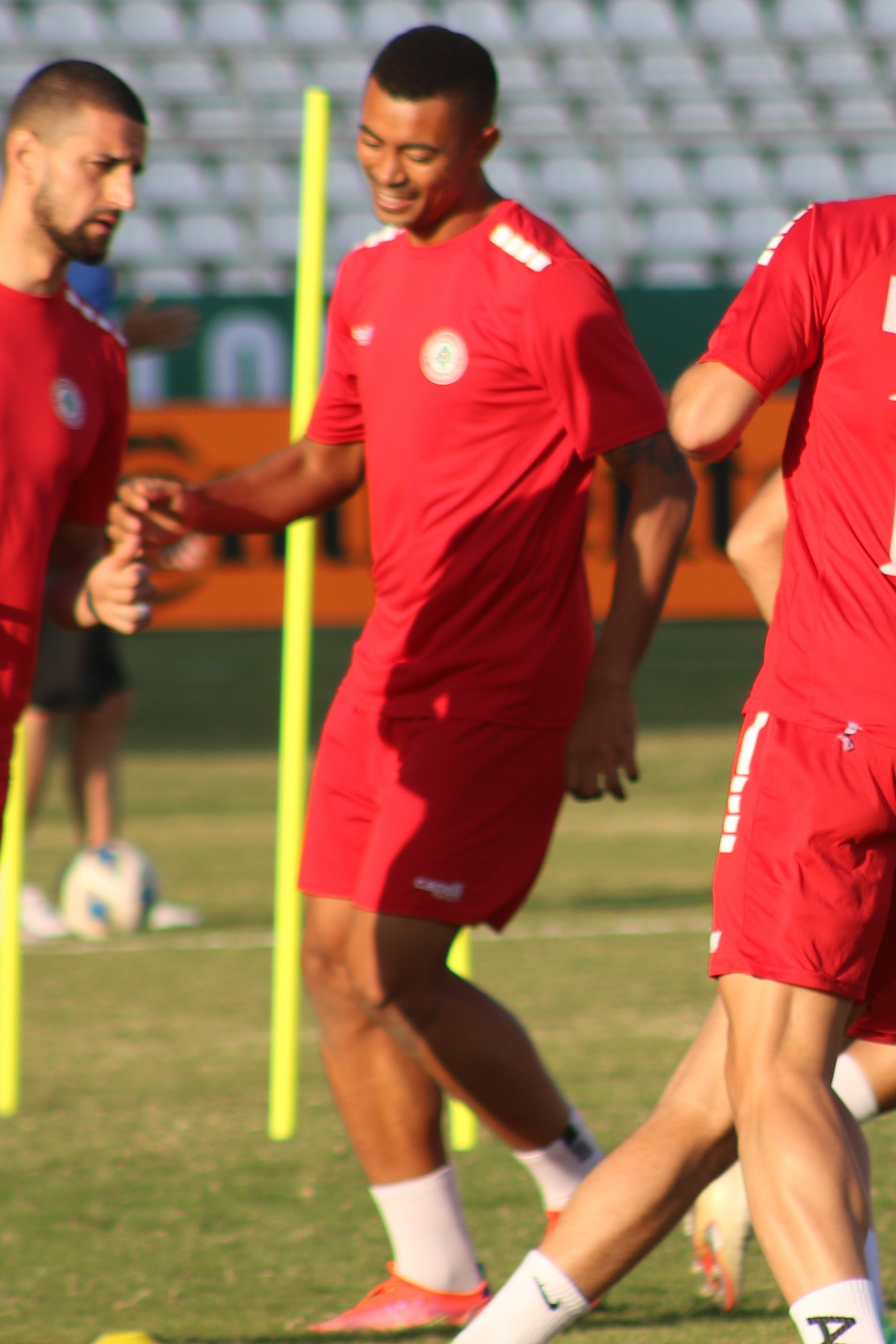
الدر يتدرب مع المنتخب اللبناني في 2021.

### النادي
العهد 
- دوري كرة القدم اللبناني: 2010-2011
- كأس الاتحاد اللبناني: 2010-11
- كأس السوبر اللبنانية: 2011
- كأس النخبة اللبنانية: 2011، 2013

تشرشل براذرز
- دوري جزر المالديف لكرة القدم: 2017

## روابط خارجية
- حسين الدر على موقع قاعدة بيانات كرة القدم.إي يو (الإنجليزية)
- حسين الدر على موقع ناشيونال فوتبول تيمز (الإنجليزية)
- حسين الدر على موقع Soccerway.com (الإنجليزية)
- حسين الدر على موقع GSA (الإنجليزية)